# Karumba
Karumba ist eine australische Kleinstadt im nordwestlichen Queensland an der Mündung des Norman River in den Golf von Carpentaria. Karumba ist mit etwa 500 Einwohnern die zweitgrößte Ansiedlung im lokalen Verwaltungsgebiet (LGA) Carpentaria Shire.
Die Haupterwerbsquelle des Ortes sind Fischfang und der Hafenbetrieb.

## Geschichte
Im Jahre 1872 wurde auf dem Stadtgebiet des heutigen Karumba eine Telegrafenstation errichtet. Die sich daraus entwickelnde Siedlung wurde wegen der Lage an der Mündung des Norman River Norman Mouth genannt. Nach einem zwischenzeitlichen Namenswechsel zu Kimberley im Jahr 1876 erhielt der Ort den einer Aboriginesprache entstammenden Namen Karumba.
Erstmals größere Bedeutung erhielt Karumba ab 1937, als Short-Empire-Flugboote auf dem Weg von London nach Sydney hier Zwischenlandungen auf dem Norman River einlegten.
Im Zweiten Weltkrieg existierte in Karumba ein Stützpunkt der australischen Luftstreitkräfte, an dem Flugboote des Typs Catalina stationiert waren.
Seit den 1950er Jahren entwickelte sich Karumba zu einem bedeutenden Fischereistandort und wurde auch bei Freizeitanglern beliebt.

## Wirtschaft
Die Haupteinnahmequellen Karumbas sind der Fischfang, die Viehwirtschaft, Bergbau und der Tourismus. In den Jahren 2007/2008 wurden über den Hafen knapp 1.000.000 Tonnen Zink und 60.000 Tonnen Blei exportiert. Im gleichen Zeitraum verließen ebenfalls 12.659 Stück Lebendvieh den Hafen.

## Verkehr
Als einziger Ort am Golf von Carpentaria ist Karumba über eine asphaltierte Straße erreichbar. Die Entfernung zum nächsten größeren Ort, Normanton, beträgt etwa 73 km.
Es existiert eine Busverbindung von Karumba über Normanton nach Cairns, die mehrmals pro Woche bedient wird (Stand August 2011). Die Fahrtzeit beträgt etwa 11 Stunden.
Bei Karumba existiert ein Flugfeld (IATA: KRB, ICAO: YKMB). Der nächste Flughafen mit regelmäßigen Flugverbindungen liegt bei Normanton.